# جوردن روبرتس (لاعب كرة قدم)
جوردن روبرتس (بالإنجليزية: Jordan Roberts)‏ (5 يناير 1994 بواتفورد في المملكة المتحدة - ) هو لاعب كرة قدم بريطاني في مركز الوسط. لعب مع نادي إنفرنيس ونادي تاموورث وهافانت أند ووترلوفيل وبيشوب ستورتفورد ونادي ألدرشوت تاون.

## وصلات خارجية
- جوردن روبرتس على موقع قاعدة بيانات كرة القدم.إي يو (الإنجليزية)
- جوردن روبرتس على موقع Soccerbase.com (لاعب) (الإنجليزية)
- جوردن روبرتس على موقع Soccerway.com (الإنجليزية)